# Кириллов, Валентин Фёдорович
Валентин Фёдорович Кириллов (латыш. Valentīns Kirilovs; 22 марта 1938, Ростов-на-Дону  — 11 июня 2017, Рига) — советский латвийский шахматист, мастер спорта СССР (1966). Тренер-секундант М. Таля (1968—1976). Шахматный литератор, автор ряда книг и статей.

## Биография
В шахматы начал играть в возрасте тринадцати лет. Ученик тренера Яниса Крузкопса. Представлял сборную Латвии на командном чемпионате СССР среди юношей по шахматам (1954, 1957). Дважды становился вице-чемпионом города Риги по шахматам (1956, 1964). С 1957 по 1960 год служил в Советской Армии. Во время службы участвовал в ряде шахматных турниров, в том числе в чемпионате города Куйбышева в 1958 году, где занял третье место (в турнире победил Лев Полугаевский), а в 1960 году участвовал в финале индивидуального первенства Вооруженных Сил в Риге. После возвращения из армии в 1965 году выполнил норму мастера спорта СССР по шахматам. В 1967 году стал победителем командного чемпионата Латвии по шахматам. В том же году участвовал в чемпионате СССР по шахматам в Харькове.
В 1968 году был привлечён в команду Михаила Таля как тренер для подготовки в полуфинальном матче претендентов против Виктора Корчного. Сотрудничество с экс-чемпионом продолжалась до 1976 года, когда после дележа 2—4 места на межзональном турнире в Биле Таль неудачно сыграл в дополнительном турнире в Варесе, где проиграл решающую партию Лайошу Портишу и не попал на матчи претендентов.
Неоднократно участвовал в чемпионатах Латвии по шахматам, где лучшего результата достиг в 1977 году, когда занял 4-е место. В 1979 году он выиграл шахматный чемпионат латвийского спортивного общества «Даугава». Четыре раза представлял команду этого спортивного общества в Кубке СССР по шахматам (1966, 1968, 1971, 1974). После восстановления независимости Латвии участвовал в международных шахматных турнирах в Венгрии, Польше, Финляндии, Франции, Чехии и в немецкой шахматной Бундеслиге, где представлял команды Бонна и Дортмунда.
Также был известен как организатор латвийской шахматной жизни. В разное время он был заместителем директора в республиканском шахматном клубе, исполнительным секретарём и исполнительным директором Латвийской шахматной федерации, главным тренером республиканского Спорткомитета по шахматам. Работал в качестве тренера по шахматам в Никарагуа, Колумбии и в Германии.
Много лет сотрудничал с рижским журналом «Шахматы», печатался в периодической печати Латвии. Автор ряда книг, в том числе и о выдающемся латвийском шахматисте Германе Матисоне. С 1996 по 2002 год издал шеститомник «Михаил Таль. Творчество», в котором собрал все партии, сыгранные Михаилом Талем, а в 2006 году опубликовал дополнительный том «Говорит и показывает Таль», где собрал интервью Михаила Таля разных лет. В 2016 году увидела свет книга воспоминаний «Мих, Миша, Михаил Таль», в которой автор поделился своими воспоминаниями не только о Михаиле Тале, но и о других латвийских шахматистах — Айваре Гипслисе, Янисе Кловане, Алвисе Витолиньше, Алексее Широве.

## Книги
- В. Кириллов (автор-составитель). «Финальный матч претендентов на звание чемпиона мира по шахматам: Соколов — Юсупов». Рига, 1986.
- В. Кириллов (автор-составитель). «Печать гения: этюды и задачи Г. Матисона». Рига, 1990.
- В. Кириллов «Через свою эпоху». Рига, 1994 (на латыш. Pāri savam laikmetam; о Г. Матисоне).
- В. Кириллов (автор-составитель). «Михаил Таль. Творчество. Том I: 1949—1961», Рига, 1996. ISBN 9984-9078-8-0
- В. Кириллов (автор-составитель). «Михаил Таль. Творчество. Том II: 1962—1967», Рига, 1998. ISBN 9984-9229-7-9
- В. Кириллов (автор-составитель). «Михаил Таль. Творчество. Том III: 1968—1973», Рига, 1998. ISBN 9984-9229-9-5
- В. Кириллов (автор-составитель). «Михаил Таль. Творчество. Том IV: 1974—1979», Рига, 2001. ISBN 9984-670-25-2
- В. Кириллов (автор-составитель). «Михаил Таль. Творчество. Том V: 1980—1986», Рига, 2002. ISBN 9984-670-37-6
- В. Кириллов (автор-составитель). «Михаил Таль. Творчество. Том VI: 1987—1992», Рига, 2002. ISBN 9984-670-49-X
- В. Кириллов (автор-составитель). «Говорит и показывает Таль». Рига, 2006. ISBN 9984-670-61-9
- В. Кириллов. «Мих, Миша, Михаил Таль». Рига, 2016. ISBN 978-9934-14-837-8